# Saco do Poço
Saco do Poço é uma praia brasileira, ou Saco (acidente geográfico), localizada em Ilhabela, São Paulo.